# 東建本社丸の内ビル
東建本社丸の内ビル （とうけんほんしゃ まるのうちビル） は、愛知県名古屋市中区丸の内二丁目にある超高層ビルである。

## 概要
黒川紀章設計の東西から見るとロケットの断面の様な形をした外観が特徴的な超高層ビル。
東建コーポレーションの各社の本社を中心としたオフィスビルであるが、3・4階に位置する多目的ホール「東建ホール・丸の内」は一般に貸し出されてイベントに利用される為、一般にはこちらでの知名度が高い。

## 東建ホール・丸の内
3・4階に位置する多目的ホールで総客席数428席。
5.1chサラウンドシステム、昇降式巨大スクリーンなど最新のマルチメディアシステムを完備している上、劇場形式・平土間形式の両方に対応しているため、映画の上映やライブ・演劇・講演会など幅広いイベントに利用されている。

## 主なテナント
- 東建コーポレーション本社
- 東通エィジェンシー
- 東建リースファンド
- 東建リゾート・ジャパン

## 最寄り駅
- 名古屋市営地下鉄鶴舞線・桜通線 丸の内駅

## 参照
- 東建ホール・丸の内